# Thalidomid
A thalidomid (INN: thalidomide) csontvelőrák és lepra elleni gyógyszer.
Az ötvenes évek végén jelent meg Nyugat-Németországban Contergan néven, mint recept nélkül kapható nyugtató. 1961-ben visszavonták, mivel súlyos fejlődési és idegrendszeri károsodást okozott. Sokan a modern idők egyik legnagyobb orvosi tragédiájának tartják.

## Története

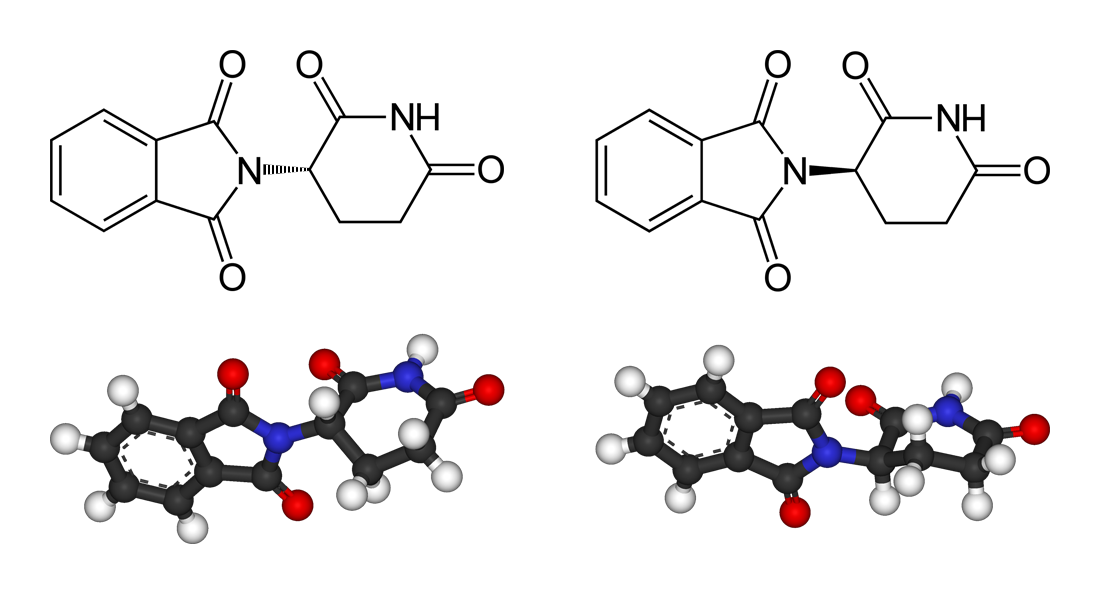
A thalidomid molekula egyik része külső hatásra (racemizáció) elfordulhat, ami így súlyos rendellenességeket okozhat. Ennek azonosításában eszköz a sztereokémiai vizsgálat.

1957–1961 között sok országban forgalmazták. 1958-tól hirtelen megnőtt a végtag nélküli, illetve fejletlen végtaggal született újszülöttek száma (phocomelia). Az áldozatok számát 10–20 ezer főre becsülik. Az 1980-as években kiderült, hogy a racém formában gyártott szernek csak az egyik enantiomerje okoz rendellenességet. Az utóbbi idők felfedezése, hogy az emberi szervezetben az enantiomerek egymásba tudnak alakulni.
A tragédia után megszigorították a gyógyszerek forgalomba hozását. Csak a hatékony enantiomer kerülhet a készítménybe, és külön meg kell vizsgálni a gyógyszerek hatását terhes nőkre.
1964-ben a Jeruzsálemi Héber Egyetem kórházában felfedezték, hogy a szer javít a leprában szenvedő betegek állapotán. Azóta felújult az érdeklődés az anyag iránt. 1998-ban az FDA is jóváhagyta a szer lepra elleni használatát.

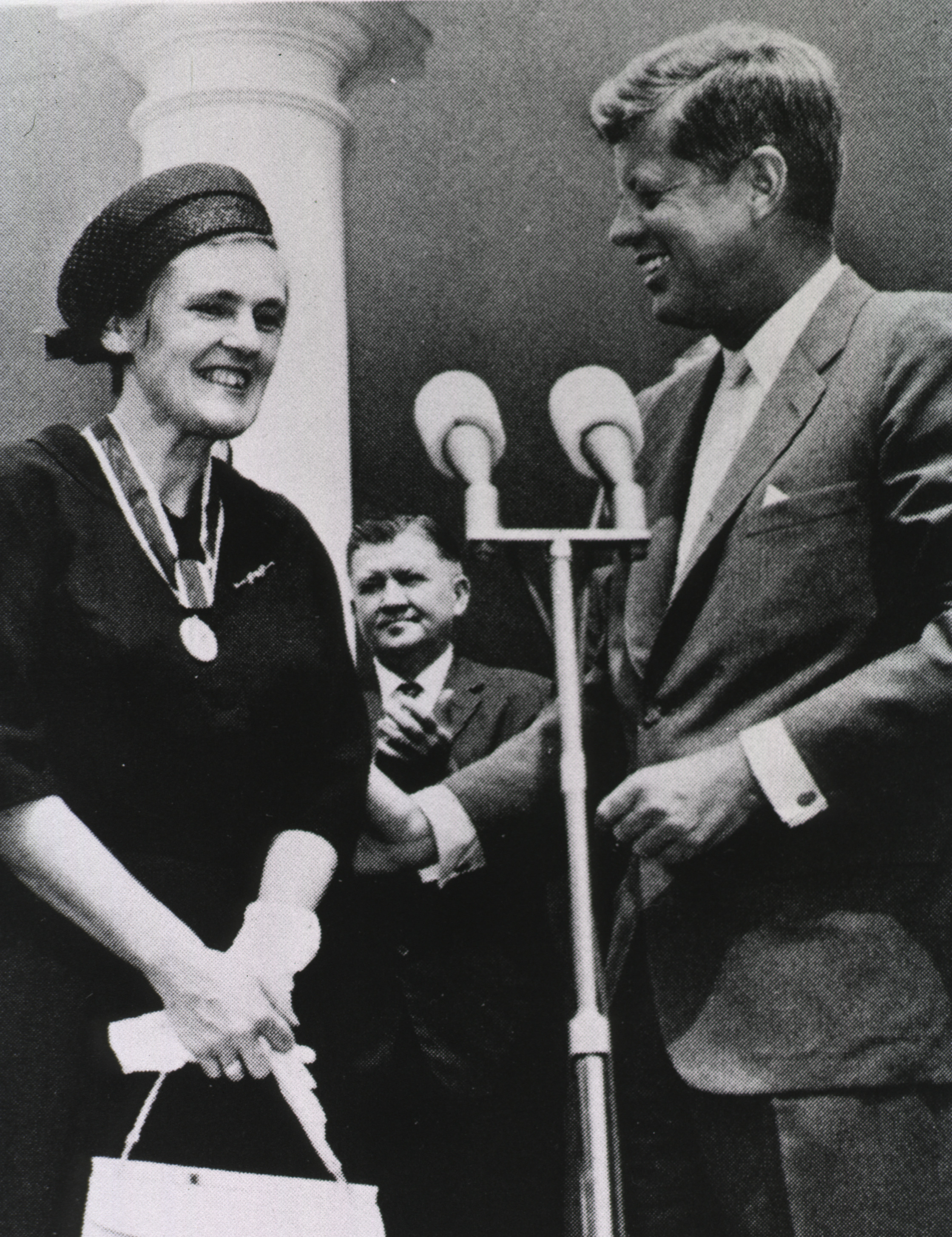
1962: Frances Oldham Kelsey, az FDA felügyelője díjat vesz át John F. Kennedytől a thalidomid USA-beli forgalmazásának megakadályozásáért

## Fordítás
- Ez a szócikk részben vagy egészben  a   Thalidomide című angol Wikipédia-szócikk fordításán alapul.  Az eredeti cikk szerkesztőit annak laptörténete sorolja fel. Ez a jelzés csupán a megfogalmazás eredetét és a szerzői jogokat jelzi, nem szolgál a cikkben szereplő információk forrásmegjelöléseként.
- Ez a szócikk részben vagy egészben  a   Phocomelia című angol Wikipédia-szócikk fordításán alapul.  Az eredeti cikk szerkesztőit annak laptörténete sorolja fel. Ez a jelzés csupán a megfogalmazás eredetét és a szerzői jogokat jelzi, nem szolgál a cikkben szereplő információk forrásmegjelöléseként.